# Ю Ес Банкорп
„Ю Ес Банкорп“ (на английски: U.S. Bancorp) е финансова холдингова група със седалище в гр. Минеаполис, щата Минесота, САЩ.
Води началото си от основаването на „Юс Ес Банк“ (U.S. Bank National Association) – главната част от групата, 5-а по големина банка в САЩ с над 3000 клона в 25 щата.
„Ю Ес Банкорп“ е под номер 131 в класацията Форчън 500 за 2006 г. Символът на „Ю Ес Банкорп“ на Нюйоркската фондова борса e USB. Групата „Ю Ес Банкорп“ има общо 63 000 служители.

## Официална страница
- Официална страница

1. 1 2  ir.usbank.com //    Архивиран от оригинала на 19 май 2021 г.
2. ↑  www.sec.gov //   27 февруари 2023 г.